# Sutton (Vermont)
Pour les articles homonymes, voir Sutton.
Sutton est une ville américaine située dans le Comté de Caledonia, dans le Vermont. Selon le recensement de 2020, sa population est de 913 habitants.